# Еврейское кладбище в Старом Самборе

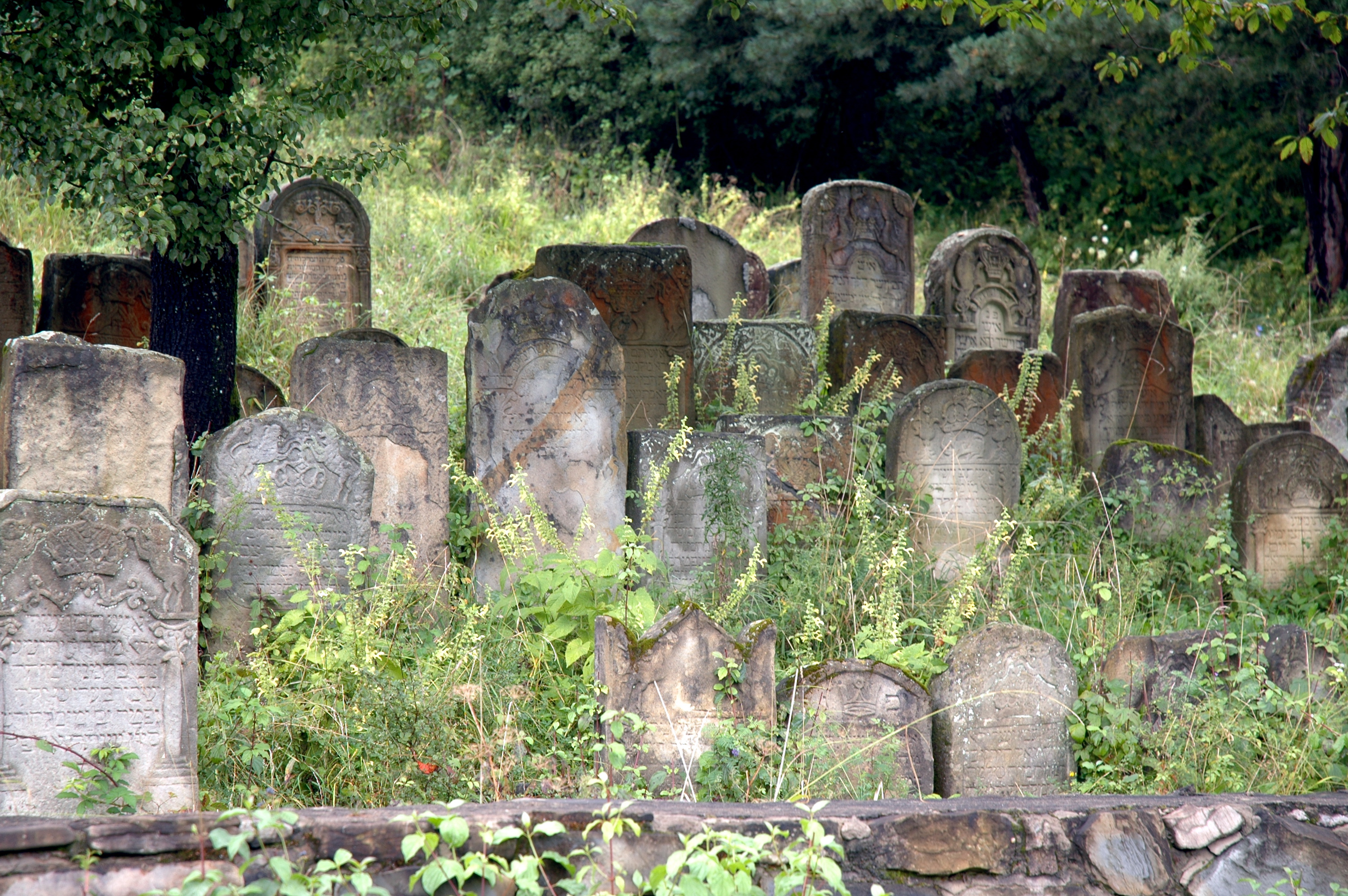
Отреставрированные надгробия

Старо-Самборское евре́йское кла́дбище — еврейское кладбище в г. Старый Самбор (Львовская область, Украина), основанное в середине XVI в., расположено к югу от города, справа от трассы Н-13 Старый Самбор-Турка (Львовская область).
Одно из старейших на Украине еврейских кладбищ.
Кладбище возникло в середине XVI в. Хоронили на нём мещан Старого Самбора еврейской национальности. Здесь были похоронены многие знатные представители местной еврейской общины. Когда-то в городе была довольно большая и процветающая еврейская община, члены которой занимались преимущественно торговлей. В городе они имели свои лавки, небольшие промышленные предприятия, построили синагогу. Община просуществовала более 400 лет и была уничтожена гитлеровскими оккупантами во время Второй мировой войны.
После того, как во время Второй мировой войны были расстреляны последние евреи — за кладбищем стало некому ухаживать и оно запустело.
Во времена Советского Союза на это место приехал бульдозер и сровнял остатки кладбища с землей.
Кладбище был отреставрирован в 1998—2001 годах. По инициативе и на средства уроженца Старого Самбора Джека Гарднера. Работы по восстановлению этого мемориала усложнялись тем, что по еврейской традиции нельзя касаться костей умершего. Если сделать это, то душа не вознесется на небеса. На Старосамборском кладбище осталось только 150 памятников. Ныне поднято и отреставрировано около 900 надгробий. Отреставрированным памятникам по меньшей мере два — три столетия. Кладбище отделили от дороги невысоким забором. Кроме того, при входе был воздвигнут небольшой памятник.
Сегодня памятник и кладбище занесены в 15 научных центров и музеев иудаики — от Украины до Австралии.